# الحمرا ۳۸۵۱
سیارک ۳۸۵۱ (به انگلیسی: 3851 Alhambra، نامگذاری:1986UZ) سه هزار و هشتصد و پنجاه و یکمین سیارک کشف شده‌است که در ۳۰ اکتبر ۱۹۸۶ کشف شد.
قدر مطلق سیارک برابر ۱۳٫۶۰ است.